# Wiederholungszwang (Psychoanalyse)
Wiederholungszwang ist ein von Sigmund Freud definierter Begriff zur Begründung des sonst schwierig zu erklärenden menschlichen Impulses, unangenehme oder sogar schmerzhafte Gedanken, Handlungen, Träume, Spiele, Szenen oder Situationen zu wiederholen.
Eine ebenso von Freud beschriebene Eigenschaft der Triebe, nämlich ihr „konservierender Charakter“, ist nach ihm für das Erscheinen der Wiederholungsphänomene verantwortlich.

## Entwicklung des Begriffs im Werk Sigmund Freuds
Freud übernahm von Gustav Theodor Fechner (1801–1887) das Wiederholungsprinzip.
Obwohl die ersten Spuren des Begriffs Wiederholungszwang sich auch in den sehr frühen Schriften Freuds erkennen lassen, setzte er sich damit erst 1914 gründlicher auseinander. Freud ist aufgefallen, dass der Wiederholungszwang eine Regelmäßigkeit des Verlaufs vieler Analysen darstellt und dass dieser sich besonders in der Übertragung zunächst nicht erinnerter Passagen des Lebens des Analysanden auf den Analytiker äußert.
Später, im Rahmen der Beschreibung des Todestriebs, wird der Begriff des Wiederholungszwangs in Jenseits des Lustprinzips (1920) ausführlich definiert und der Zusammenhang sowohl mit dem Todestrieb, als auch mit dem Begriff des Widerstands und dessen Konsequenzen für die psychoanalytische Kur beschrieben.
Freud setzt sich in dieser Arbeit auch mit der Fragestellung auseinander, woher die Beharrlichkeit eines neurotischen Symptoms komme, wenn diese offensichtlich für den Analysanden ein Leiden darstellt:
„Um diesen ‚Wiederholungszwang‘, der sich während der psychoanalytischen Behandlung der Neurotiker äußert, begreiflicher zu finden, muß man sich vor allem von dem Irrtum frei machen, man habe es bei der Bekämpfung der Widerstände mit dem Widerstand des ‚Unbewußten‘ zu tun.“
In dieser Arbeit verlässt Freud explizit die von ihm so genannte „deskriptive Ausdrucksweise“ und beschreibt die Notwendigkeit einer dynamischen Betrachtung, die „nicht mehr das Bewußte und das Unbewußte, sondern das zusammenhängende Ich und das Verdrängte in Gegensatz zueinander bringen“. Das Ich habe bewusste und unbewusste Teile und nur einiges von dieser notwendigen Differenzierung sei mit dem Begriff des Vorbewussten abgedeckt. Nach dieser wichtigen Anmerkung werden für Freud erst folgende zwei Grundsätze möglich:
- Der Widerstand der Analysanden geht von ihrem Ich aus.
- Der Wiederholungszwang ist dem unbewusst Verdrängten zuzuschreiben.